# 小田桐昭
小田桐 昭（おだぎり あきら、1938年 - ）は、日本のCMディレクター、イラストレーター。小田桐昭事務所代表。

## 人物
北海道生まれ。1961年に金沢美術工芸大学美術工芸学部産業美術学科（現・デザイン科）を卒業し、同年に電通入社。
松下電器、資生堂などのクリエイティブディレクター、トヨタ自動車やサントリーなどのクリエイティブスーパーバイザーを務め、クリエイターとして国内外で高く評価される。松下担当時代の部下に、鏡明、関三喜夫らがいる。大林宣彦をCMディレクターに引き込んだのは小田桐である。
2010年には、オグルヴィ・アンド・メイザー・ジャパン名誉会長に就任。
イラストレーターとしても活躍し、数々の作画を手掛けている。

## 主な作品

### TVCM
- 東京海上火災／損害保険　ビリヤード編（1983年）
- 東京ADC／エイズ予防キャンペーン（1993年）

### イラストレーション・絵本
- 大どろぼうブラブラ氏 （角野栄子著、講談社、1986年） -　読売児童文学賞受賞
- C.W.ニコルのいただきます（C・W・ニコル著、小学館、1987年） - 本文イラスト
- ハラスのいた日々 （中野孝次著、文藝春秋社、1989年）
- まねやのオイラシリーズ （森山京著、講談社、1994年） - 野間児童文芸賞受賞
- ネコに遊んでもらう本 （河出書房新社〈KAWADE夢文庫〉、1995年） - カバーイラスト
- ラビと9匹の小犬たち （フジテレビ出版、2001年） - 文と絵
- ペット百科 （フジテレビ） - タイトルイラストほか
- おへんじください。（山脇恭著、偕成社、2004年） - 絵
- まるごとたべたい。（山脇恭著、偕成社、2006年） - 絵

### 著書
- 『CM』（岡康道との共著、宣伝会議、2005年）

## 受賞
広告電通賞、フジサンケイグループ広告大賞、杉山賞、ACCグランプリをはじめ200以上の受賞歴を持つ。海外においても、カンヌ国際広告映画祭金賞・銀賞、IBM部門賞、クリオ賞など多数受賞。
- 2009年 日本宣伝賞山名賞
- 2012年 第48回鈴木CM賞